# Johannes van Blommestein
Johannes Herman Jacob van Blommestein (Utrecht, 1941) is een Nederlands politicus van de VVD.
Toen hij vijf jaar was, verhuisde het gezin naar Nederlands-Indië waar zijn vader zendingsarts voor het gouvernement was in het ziekenhuis van Tobelo op het Molukse eiland Halmahera. Terug in Nederland is Blommestein afgestudeerd in de rechten aan de Rijksuniversiteit Utrecht. Van Blommenstein begon zijn carrière als directiesecretaris bij de KLM. Zes jaar later, in 1976, werd hij burgemeester van Terschelling en in 1982 volgde zijn benoeming tot burgemeester van de Gelderse gemeente Voorst. Na 24 jaar moest Blommestein vanwege het bereiken van de pensioengerechtigde leeftijd die functie opgeven.